# 7909 Ziffer
7909 Ziffer è un asteroide della fascia principale. Scoperto nel 1975, presenta un'orbita caratterizzata da un semiasse maggiore pari a 3,1707938 UA e da un'eccentricità di 0,1804652, inclinata di 2,39486° rispetto all'eclittica.